# Vladislav Ignatenko
Bản mẫu:Eastern Slavic name
Vladislav Igorevich Ignatenko (tiếng Nga: Владислав Игоревич Игнатенко; sinh ngày 2 tháng 1 năm 1998) là một cầu thủ bóng đá người Nga thi đấu cho F.K. Lokomotiv Moskva và F.K. Lokomotiv-Kazanka Moskva.

## Sự nghiệp câu lạc bộ
Anh có màn ra mắt tại Giải bóng đá chuyên nghiệp quốc gia Nga cho F.K. Lokomotiv-Kazanka Moskva vào ngày 3 tháng 8 năm 2017 trong trận đấu với F.K. Torpedo Vladimir.